# Princeps senatus
El princeps senatus (plural en latín:  principes senatus), Primer Senador o Príncipe del Senado era el senador con mayor dignidad dentro del Senado romano y por lo tanto él era el primero en hablar después del magistrado (normalmente cónsul o pretor) que había convocado la reunión del Senado.

## Características
El princeps senatus no era un nombramiento vitalicio, ya que, en principio, era un cargo honorífico que se otorgaba al más anciano de los censores patricios pero posteriormente era elegido por cada nuevo par de censores, es decir, cada 5 años. Sin embargo, los censores podrían confirmar un princeps senatus por otro período de 5 años. Era seleccionado entre los senadores patricios con rango consular, generalmente ex censores. El candidato elegido tenía que ser un patricio con un historial político impecable, respetado por sus compañeros senadores. El cargo fue establecido alrededor del año 275 a. C.
El nombre del cargo hace referencia al "Primero de los Senadores". Aunque oficialmente estuviera fuera del cursus honorum y carecía de imperium, este cargo confería gran prestigio al senador que lo ocupaba. Originalmente, el cargo de princeps era más un honor, porque tenía el privilegio de hablar primero sobre el tema presentado por el magistrado presidente. Esto otorgaba al cargo una gran dignitas, y permitía al princeps marcar el tono del debate en el Senado.
A lo largo de los siglos III y II a. C., el cargo ganó las prerrogativas de los magistrados presidentes, además de privilegios adicionales:
- Convocar y levantar la sesión del Senado
- Decidir la pauta de los temas que se tratarán en aquella sesión
- Decidir el lugar de la reunión.
- Imponer el orden y otras normas durante la reunión.
- Dirigir las relaciones externas, pudiendo recibir y enviar escritos a los embajadores de los estados extranjeros en nombre del Senado romano.

Hacia 80 a. C., las reformas constitucionales de Lucio Cornelio Sila, que no quería un senador con tal poder, cambiaron el estatus y la función del cargo. Si bien el término se mantuvo, reflejando al senador que era nombrado primero en el Senado, sus prerrogativas fueron restringidas. En particular, el honor de hablar primero sobre cualquier tema debatido en el Senado y una medida de su influencia política, les fue suprimido y trasladado al cónsul designado.
Durante la época imperial, el emperador romano era quien ostentaba este título, que además fue ganando más competencias de las que tenía este cargo bajo la República. En ausencia del emperador, es posible que un senador tuviera el privilegio de ocupar este puesto cuando se reunía el Senado. La poco confiable Historia Augusta afirmaba que durante la crisis del siglo III, otros ocuparon el cargo, como el futuro emperador Valeriano, quien ocupó este honor en 238, durante los reinados de Maximino el Tracio y Gordiano I, y lo mantuvo hasta el reinado de Decio. La misma fuente también hace la misma afirmación sobre Tácito cuando el Senado lo aclamó emperador en 275.
Después de 275 ya no se conoce ningún otro princeps senatus, hasta que fue recuperado como título durante el Imperio carolingio que, con el renacimiento de la cultura romana, llegó a conferirse a las personas a las que se pretendía honrar.